# Alexe Déau
Alexe Déau (née le 4 septembre 2004 à La Trinité en Martinique) est une athlète française spécialiste des épreuves de sprint.

## Biographie
Lors des championnats d'Europe juniors 2023 à Jérusalem, Alexe Déau remporte la médaille d'argent du 400 m ainsi que la médaille d'or du relais 4 × 400 m.
En 2024, elle participe aux championnats d'Europe de Rome et se classe 5e de la finale du relais 4 × 400 m. Lors des championnats de France 2024, elle se classe troisième de l'épreuve du 200 m et 2e de celle du 400 m. Elle est sélectionnée dans l'équipe de France pour les Jeux olympiques de 2024, où elle participe aux séries qualificatives du relais 4 x 400 mètres féminin comme 3e relayeuse.

## Palmarès

### International
| Date | Compétition                   | Lieu      | Résultat | Épreuve   | Temps         |
| ---- | ----------------------------- | --------- | -------- | --------- | ------------- |
| 2023 | Championnats d'Europe juniors | Jérusalem | 2e       | 400 m     | 52 s 53       |
| 2023 | Championnats d'Europe juniors | Jérusalem | 1re      | 4 × 400 m | 3 min 33 s 31 |
| 2024 | Championnats d'Europe         | Rome      | 5e       | 4 × 400 m | 3 min 23 s 77 |
| 2025 | Championnats d'Europe espoirs | Bergen    | 3e       | 400 m     | 50 s 94       |
| 2025 | Championnats d'Europe espoirs | Bergen    | 3e       | 4 × 400 m | 3 min 28 s 37 |

### National
| Date | Compétition                             | Lieu         | Résultat | Épreuve | Temps              |
| ---- | --------------------------------------- | ------------ | -------- | ------- | ------------------ |
| 2023 | Championnats de France juniors          | Châteauroux  | 2e       | 200 m   | 24 s 03 (+1,3 m/s) |
| 2023 | Championnats de France juniors          | Châteauroux  | 2e       | 400 m   | 53 s 70            |
| 2024 | Championnats de France espoirs en salle | Saint-Brieuc | 1re      | 400 m   | 53 s 60            |
| 2024 | Championnats de France                  | Angers       | 3e       | 200 m   | 23 s 32 (-0,3 m/s) |
| 2024 | Championnats de France                  | Angers       | 2e       | 400 m   | 52 s 35            |
| 2025 | Championnats de France                  | Talence      | 1re      | 400 m   | 51 s 49            |

## Records
| Épreuve | Temps              | Lieu   | Date            |
| ------- | ------------------ | ------ | --------------- |
| 200 m   | 23 s 09 (+0,1 m/s) | Rome   | 20 juin 2025    |
| 400 m   | 50 s 94            | Bergen | 19 juillet 2025 |